# 宮島秋子
宮島 秋子（みやじま あきこ、1966年9月17日 - ）は、日本の陸上競技の選手である。
1996年アトランタオリンピックに女子やり投で出場した。1991年～1994年にかけて日本陸上競技選手権大会女子やり投で4連覇を達成している。

## 参照資料
1. ↑  “Akiko Miyajima Olympic Results”.  Sports Reference LLC. 2020年4月17日時点のオリジナルよりアーカイブ。2018年1月20日閲覧。